# Chimbote
Chimbote és una ciutat del Perú, capital del districte de Chimbote i de la província del Santa, dins el departament d'Ancash. Està ubicada al Nord de Lima i se situa a la desembocadura del riu Lacramarca, a la badia del Ferrol, a la vora de l'oceà Pacífic.
La ciutat de Chimbote, segons l'Institut Nacional d'Estadística i Informàtica, és la novena ciutat més poblada del Perú i, segons resultats oficials del cens, té una població de 425.367 (2019). És la ciutat més poblada del departament d'Ancash.
Chimbote és coneguda per l'activitat portuària que s'hi duu a terme, així com per ser seu important de la indústria pesquera i siderúrgica del Perú, a més d'eix comercial d'aquesta part del país.